# Knjiga o mestu dam
Knjiga o mestu dam je nastala leta 1405 in predstavlja najpomembnejše delo Christine de Pizan. V njej na dobrohotno vzvišen način ovrže vsa negativna, stereotipna in zavajajoča prepričanja o ženskah in njihovi domnevni naravi. Ženske, ki se jim godi krivica, niso prikazane kot žrtve zlobnih moških, ampak kot žrtve lastne in moške nevednosti, omejenosti razuma in zaslepljenosti. Pisateljičino argumentiranje, ki ga najdemo v knjigi, je namenjeno temu, da ženske spremenijo odnos do samih sebe, prav tako pa tudi moškim, da spremenijo odnos do žensk. Christine de Pizan začenja svojo pripoved z obžalovanjem, in sicer obžaluje dvoje: prvič obžaluje to, da je tradicija, ki jo najdemo v knjigah, sovražna do žensk, drugič obžaluje to, da se je rodila kot ženska. Prvo obžalovanje jo uvršča med začetnice zgodnjega feminizma. 
Christine de Pizan je pisateljem očitala negativno opisovanje žensk in ovijanje svoje sovražnosti v duhovičenje. Na začetku knjige se sama predstavi kot žrtev takšne literature, v knjigi se sprašuje po vzrokih in razlogih, ki ženejo toliko izobraženih moških do sklepa, da je ženska v temelju slaba. Skozi lastno izkušnjo sebe kot ženske in skozi pogovor z drugimi ženskami, dokaže, da takšne sodbe ne držijo, kljub temu pa ne more razumeti, kako lahko veliki možje pišejo take laži. Dvomila je o sebi, ženski spol je videla kot manj popoln, žal ji je bilo, da se ni rodila kot moški. Dobila je nasvet, naj se vrne k sami sebi in naj se ne vznemirja. Želi zgraditi mesto, ki bi vsem ženskam predstavljalo prostor in zavetje. Mesto dam je alegorično mesto, predstavlja pa nasprotje tradicije, ki je sovražna do žensk. Knjiga o mestu dam je uspešnica, obravnava vprašanja enakosti med spoloma. Na primer: Ženska in moški sta enakovredno inteligentna. Žensko telo je sicer šibkejše, ampak kljub temu popolno. Glede delitve dela meni, da vse, kar zmore moški, zmore tudi ženska. Na splošno velja, da državništvo ni dolžnost žensk, temveč moških, ampak moški te dolžnosti ne izpolnjujejo vedno ustrezno in ženske niso že po naravi neprimerne za vladne posle, saj so jih pogosto prevzela na svoja pleča. Prav tako so enako pametne kot moški, če je njihovo znanje manjše, je vzrok ta, da se niso smele izobraževati, ampak so morale skrbeti za gospodinjstvo. 

## Vsebina
Knjiga o mestu dam je razdeljena na tri dele: na prvo knjigo, drugo knjigo in tretjo knjigo. 

#### Prva knjiga
Prva knjiga je razdeljena na 48 poglavij. Prvo poglavje se začne s tem, ko Kristina prebere Mateolovo tožbo, kjer avtor blati in kritizira ženske, zato se začne sramovati, da se je rodila kot ženska. V drugem poglavju se pred njo pojavijo tri dame: Pamet, Poštenost in Pravičnost. Te tri dame predstavljajo značaj pripovedovalke Kristine.
Pamet je ena najpogostejših tradicionalnih alegoričnih figur; njeno zrcalo je namenjeno temu, da lahko človek v njem spozna samega sebe. Pravičnost je merilo vseh stvari na zemlji in skrbi za njihovo ravnotežje. Poštenost se pojavlja redkeje in daje skupini Kristininih sogovornic bolj oseben odnos, v roki ima ravnilo s katerim meri vse stvari in ločuje dobro od slabega. 
Pamet ji napove, da bo s pomočjo treh dam zgradila mesto, njena naloga je ta, da Kristina pomaga postaviti temelje, zidove mesta. Kristina Pameti predstavi trditve, ki jih pišejo moški o ženskah. Ta pa ji na vse trditve odgovori s smiselnimi odgovori. V nadaljevanju najdemo v vsakem poglavju zgodbe različnih žensk, kot so: cesarica Nikolaja, francoska kraljica Fredegunda, kraljica Semiramida, Amazonke, kraljica Pentezileja, kraljica Palmire Zenobija, kraljica Artemizija, Lilija – mater viteza Teodorika, devica Kamila, kraljica Berenika, Klelija, Kornificija, Rimljanka Proba, Sapfo, devica Manto, Medeja, Minerva, kraljica Cerera, Izida, Arahni, Pamfila, Timareta, Rimljanka Sempronija, Gaja Cecilija, kraljica Didona, kraljica Krete Opida, Lavinija - hčer kralja Latina.

#### Druga knjiga
Druga knjiga je razdeljena na 69 poglavij. Tukaj Kristina spozna drugo damo Poštenost, njena naloga je, da ji pomaga zgraditi stavbe in mesto poseliti. Razpravljata o trditvi, ki so jo postavili moški, da je hči večje breme kot sin. Poštenost s pomočjo različnih primerov dokaže, da temu ni tako, saj več hčerk kot sinov skrbi za svoje starše, ko ti ostarijo. Ovrže tudi trditev, da ženske slabo vplivajo na zakonsko zvezo in navede primere žensk, ki so ljubile in bile pokorne svojim možem. Prav tako pripoveduje o pogumu, zvestobi in stanovitnosti žensk. V drugi knjigi najdemo med drugim tudi zgodbe o: Sibilah, cesarici Antoniji, Hipsipili, Devici Klavdini, kraljici Hipsikrateji, cesarici Triariji, kraljici Artemiziji, Argiji, Agripini, Ksantipi, Sulpiciji, Kuriji, kraljici Esteri, Sabinkah, Venturiji, francoski kraljici Klotildi, Sari, Rebeki, Ruti, Penelopi, Medeji, Hero, Junoni, rimljanki Klavdiji itd. Drugi del knjige se konča s Kristininim pozivom ženskam naj bodo srečne v Mestu dam in prošnjo naj molijo, da ji bo uspelo končati Mesto.

#### Tretja Knjiga
Tretji del knjige je razdeljen na 19 poglavij. Pripoveduje o dokončanju stavb in naselitvi Mesta dam. Pri tem ji pomaga tretja dama Pravičnost. Pripoveduje ji zgodbe o svetnicah, ki so bile mučene, izpostavlja tudi dobra dela, ki so jih opravljale ženske. V tretji knjigi omenja imena, kot so: Marija Magdalena, sv. Katarina, sv. Margareta, sv. Lucija, devica Martina, sv. Justina, Teodozija, sv. Kristina, sv. Marina, Evfrozina, sv. Anastazija, Teodota, sv. Natalija in sv. Afra. Na koncu tretjega dela Kristina nagovori ženske in jih povabi v Mesto dam, daje jim nasvete za življenje, prosi jih naj bodo poštene, krepostne, skromne, ponižne, potrpežljive in previdne. 

## Povezave z drugimi deli
Knjiga o mestu dam je nastala kot komentar k sporu o Romanu o vrtnici, ki ga je napisal Guillaume de Lorris leta 1225. Roman govori o Amantu, ki v sanjah odide na krasen vrt, kjer se zaljubi v vrtnico. Sreča se z alegoričnimi osebami, ki so mu v pomoč, z njimi razvije različne razprave o ljubezni. Roman se konča tako, da Amant osvoji Rožo. Christine de Pizan nasprotuje obravnavanju žensk v tem romanu. Razlike med njunima romanoma se kažejo v tem: Amant (Roman o vrtnici) sreča tri kreposti v sanjah, Kristino pa tri dame obiščejo v budnem stanju. »Pamet, Poštenost in Pravičnost spominjajo na Boetijev začetek v knjigi Uteha filozofije, kakor da bi bilo besedilo Christine de Pizan nekakšna uteha za dame, Christine de Pizan je pogosto navajala, da je brala to Boetijevo delo.« (307) Nekateri prizori v literarnem delu spominjajo tudi na prizore iz Božanske komedije (Dante Alighieri). Na primer: prizor, kjer se pojavi Pamet spominja na prizor, kjer se Danteju prikaže Vergil. 